# 이사 (영화)
《이사》(일본어: お引越し 오히코시[*])는 1993년에 개봉된 일본 영화이다.

## 출연진

### 주연
- 타바타 토모코[1] - 우루시바라 렌코 역
- 나카이 키이치 - 우루시바라 켄이치 역
- 사쿠라다 준코[2] - 우루시바라 나즈나 역

### 조연
- 쇼후쿠테이 츠루베 - 선생님 역
- 스도 마리코 - 타카노 와카코 역
- 타나카 타로 - 누노비키 유키오 역
- 시게야마 잇페이 - 오키 미노루 역
- 토노 나기코 - 타치바나 리사 역
- 치하라 시노부 - 스노하라 세츠코 역

## 참고 사항
- 각본가 오쿠데라 사토코의 데뷔작이기도 한데, 소마이 신지 감독의 광팬이었던 호소다 마모루가 이 작품의 각본을 쓴 게 오쿠데라 사토코였음을 알 게 된 후 그녀를 자신의 작품에 기용하게 되었다고 한다.